# Kamionka Bużańska (stacja kolejowa)
Kamionka Bużańska (ukr. Кам'янка-Бузька, ros. Каменка-Бугская) – stacja kolejowa w miejscowości Kamionka Bużańska, w rejonie lwowskim, w obwodzie lwowskim, na Ukrainie. Leży na linii Lwów – Łuck – Kiwerce.
Stacja istniała przed II wojną światową. Nosiła wówczas nazwę Kamionka Strumiłowa od ówczesnej nazwy miasta.